# Uraia
Uraia (... – 540) è stato un generale ostrogoto, nipote del re goto Vitige.

## Biografia
Con un esercito di 10.000 uomini assediò Milano, allo scopo di punirla per aver accolto favorevolmente i Bizantini durante la guerra greco-gotica; la città si arrese per fame nel 539 a causa del ritardo dei soccorsi imperiali. In quell'occasione, la città fu rasa al suolo e tutti i suoi 300.000 abitanti di sesso maschile uccisi, mentre le donne furono ridotte in schiavitù e cedute ai Burgundi. Poi, giunto nei pressi di Tortona, fu fermato dai Bizantini.
Proposto come successore di Vitige, alla morte di quest'ultimo gli venne offerta la corona, ma rifiutò per non mettere a repentaglio la propria vita, preferendo caldeggiare l'elezione di Ildibaldo (all'epoca comandante del presidio di Verona).
Ildibaldo accettò divenendo re nel 540 ma, pare ingiustamente, Uraia fu poi condannato a morte proprio dal nuovo re per le sue idee considerate troppo moderate e cospiratorie.